# Symfonický orchestr hlavního města Prahy FOK
Symfonický orchestr hlavního města Prahy FOK (Symfonický orchestr hl. m. Prahy FOK, Pražští symfonikové, anglicky Prague Symphony Orchestra) je českým symfonickým tělesem, jedná se o klasický symfonický orchestr. Jako oficiální orchestr hlavního města Prahy sídlí a koncertuje v prostoru Smetanovy síně Obecního domu.

## Historie
Zakladatelem dnešního Symfonického orchestru hl. m. Prahy FOK byl na podzim roku 1934 dirigent a hudební organizátor Rudolf Pekárek. Program činnosti nového tělesa vymezil slovy Film–Opera–Koncert, která se ve zkratce F. O. K. stala součástí názvu orchestru. Díky nahrávání hudby k většině českých filmů 30. let (Hrdinný kapitán Korkorán, Dívka v modrém, Hej rup!, Svět patří nám, Škola základ života, Tři vejce do skla, Kristián…) a pravidelným vystupováním v živém vysílání Československého rozhlasu vešel Orchestr F. O. K. ve známost a byla zajištěna jeho ekonomická existence. To umožnilo postupný rozvoj koncertní činnosti, jejímž hlavním protagonistou byl od samého počátku Václav Smetáček. Ten dokázal ve velmi krátké době vybudovat z orchestru velké symfonické těleso schopné umělecky plně obstát v silné domácí konkurenci. V roce 1942 se stal šéfdirigentem orchestru a stál v jeho čele 30 let. Během jeho působení dosáhl orchestr vysoké interpretační úrovně a mezinárodního renomé.
Po mnohaletém úsilí vedení orchestru, jehož počátek spadá do roku 1945, zřídilo hlavní město Praha v roce 1952, po vzoru jiných evropských měst, vlastní reprezentační koncertní těleso. Tradiční zkratka byla zachována, nový název orchestru zní Symfonický orchestr hlavního města Prahy FOK. Anglický ekvivalent Capital City of Prague Symphony Orchestra se zkracuje na Prague Symphony Orchestra, v německy mluvících zemích pak užívá orchestr název Prager Symphoniker, česká verze Pražští symfonikové se stává všeobecně používaným synonymem oficiálního názvu tělesa. V roce 1957 vyjel orchestr na svá první zahraniční turné (Polsko, Itálie, Rakousko a Německo) a zahájil tak své pravidelné a intenzivní působení na mezinárodní scéně.

## Současnost

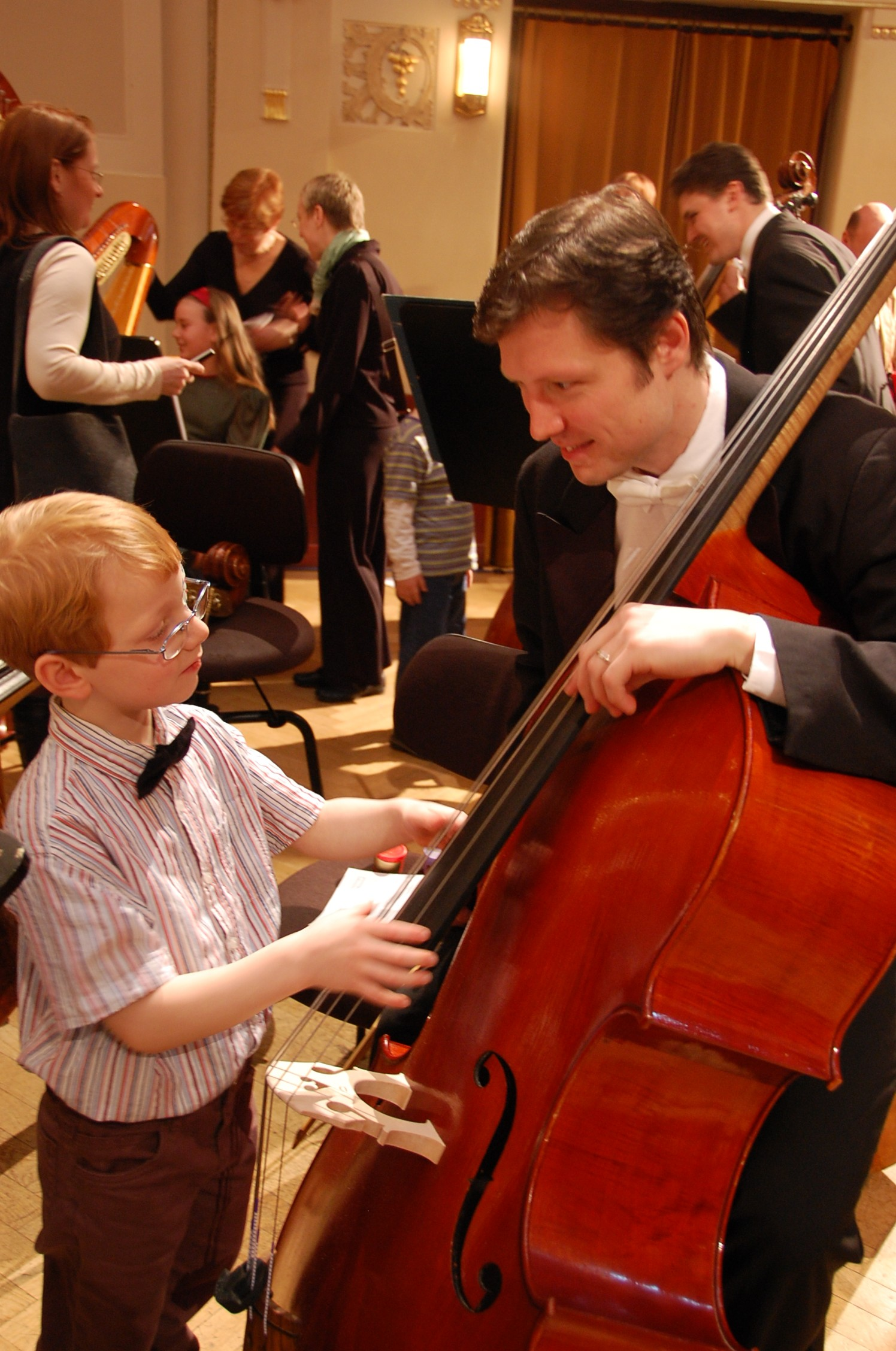
Orchestr na dotek

Každou sezónu orchestr odehraje v Praze padesátku koncertů a odjíždí hostovat do zahraničí. V posledních letech se orchestr vrátil k tradici zahajování sezóny koncertem s filmovou hudbou ve Valdštejnské zahradě. Od sezóny 2020/2021 je šéfdirigentem Pražských symfoniků Tomáš Brauner. Designovaným šéfdirigentem od sezóny 2025/2026 je Tomáš Netopil. Koncertním mistrem houslí je Rita Čepurčenko a Roman Patočka.
V nabídce Symfonického orchestru hl. m. Prahy FOK jsou i komorní koncerty v kostele sv. Šimona a Judy (řady koncertů Komorní hudba a Stará hudba), klavírní recitály Světová klavírní tvorba ve Dvořákově síni Rudolfina, cyklus komorních koncertů Obrazy a hudba v Anežském klášteře nebo cyklus Slovo a hudba v Divadle Viola.

## Edukativní pořady
Orchestr pořádá populární pořady pro rodiny s dětmi s názvem Orchestr na dotek, organizuje množství koncertů a edukativních pořadů pro všechny stupně škol včetně mateřských. Pořádá také workshopy pro pedagogy a pro studenty učitelství hudební výchovy ve spolupráci s lektorkami České Orffovy společnosti. Oblíbená jsou rovněž interaktivní setkání hudebního klubu Fík.

## Zahraniční hostování
Symfonický orchestr hl. m. Prahy FOK hostoval ve většině evropských zemí, opakovaně ve Spojených státech amerických, navštívil rovněž Jižní Ameriku, Portoriko, Tchaj-wan, Turecko, Izrael, Omán, Čínu a další země. V srpnu 2022 debutoval v Labské filharmonii v Hamburku. Během roku 2023 se představil v Rakousku, Německu a Maďarsku. Tradiční destinací pro zájezdy je Japonsko a Jižní Korea, kam orchestr opět zavítá v lednu 2024.

## Tradice orchestru
Dlouhou tradici orchestru dokládá také rozsáhlý katalog gramofonových, rozhlasových a televizních snímků, zahrnující česká i světová hudební díla. Většina nahrávek byla pořízena firmou Supraphon, jméno orchestru se však objevuje i na labelech-etiketách firem BMG Conifer, Philips, Erato, Universal, Harmonia Mundi (Praga), Victor, Koch International, Panton, Music Vars a dalších. V poslední době vznikly nahrávky nahrávka skladeb Karla Husy včetně legendární Hudby pro Prahu 1968 nebo klavírní koncerty Sergeje Rachmaninova s Lukášem Vondráčkem.

## Významní umělci

### Šéfdirigenti
- Rudolf Pekárek (1934–1942)
- Václav Smetáček (1942–1972)
- Ladislav Slovák (1972–1976)
- Jindřich Rohan (1976–1977)
- Jiří Bělohlávek (1977–1990)
- Petr Altrichter (1990–1992)
- Martin Turnovský (1992–1995)
- Gaetano Delogu (1995–1998)
- Serge Baudo (2001–2006)
- Jiří Kout (2006–2013)
- Pietari Inkinen (2015–2020)
- Tomáš Brauner (2020–dosud)

### Ostatní dirigenti
Umělecké renomé a respekt si orchestr získává po celou dobu své existence pod vedením mezinárodně uznávaných dirigentů:
- Václav Talich
- Rafael Kubelík
- Karel Ančerl
- Václav Neumann
- Zdeněk Košler
- Vladimír Válek
- Petr Altrichter
- Tomáš Koutník
- Sir Georg Solti
- Seiji Ozawa
- Zubin Mehta
- Sir Charles Mackerras
- Gennadij Rožděstvenskij
- Elijahu Inbal
- Helmuth Rilling
- Andrej Borejko
- Jac van Steen

a další.

### Spolupracující špičkoví sólisté
- David Oistrach
- Isaac Stern
- Josef Suk mladší
- Arthur Rubinstein
- Rudolf Firkušný
- Svjatoslav Richter
- Claudio Arrau
- Murray Perahia
- Ivan Moravec
- Garrick Ohlsson
- Maurice André
- Christian Lindberg
- Mstislav Rostropovič
- Mischa Maisky
- Heinrich Schiff
- Katia Ricciarelliová
- Gabriela Beňačková
- Eva Urbanová
- Peter Dvorský
- Thomas Hampson
- Ruggero Raimondi
- Renée Flemingová
- Sergei Nakarjakov
- Václav Hudeček
- Edita Gruberová
- Vadim Repin
- Pinchas Zukerman
- José Cura
- Simon O’Neill
- Maxim Vengerov